# Sagrestia di San Miniato al Monte

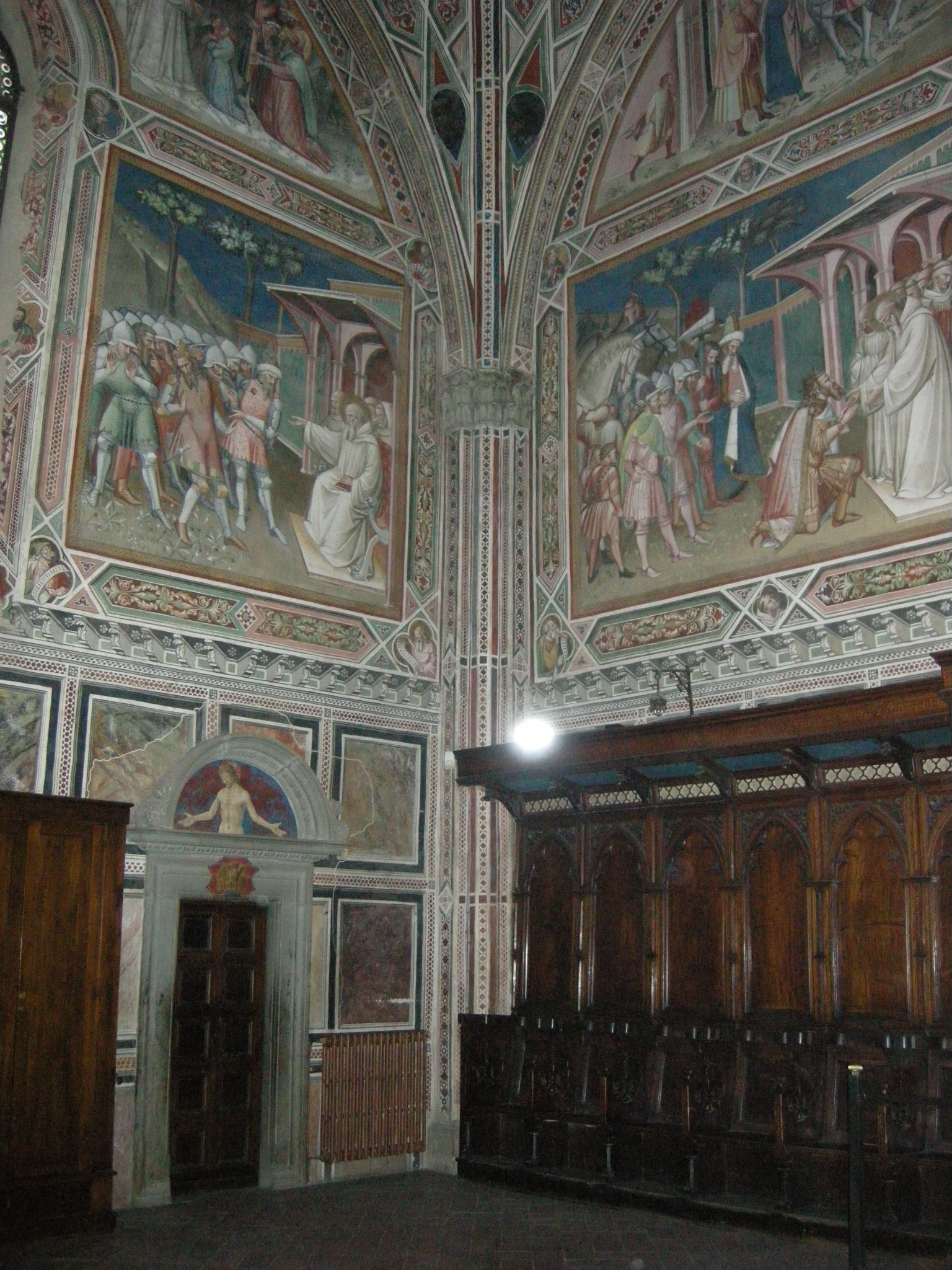
Interno della sagrestia

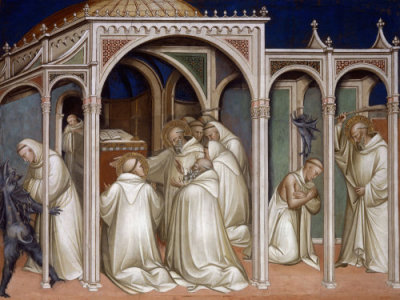
Liberazione di un novizio dal demonio

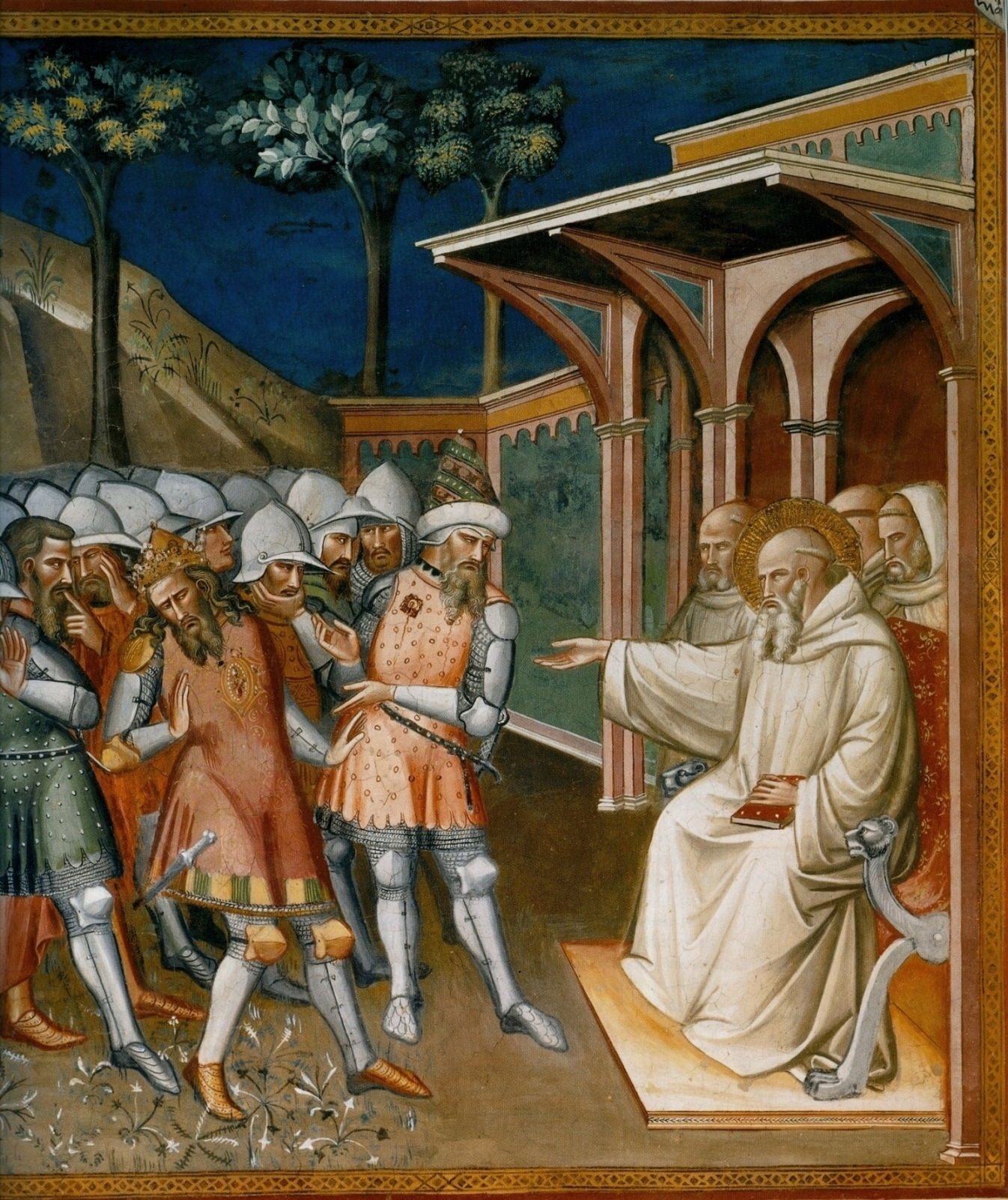
San Benedetto riconosce l'impostore di Totila

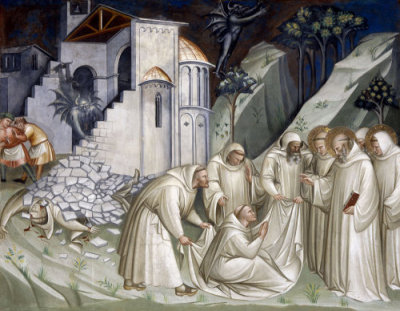
Fondazione di Montecassino e miracolo del frate risorto

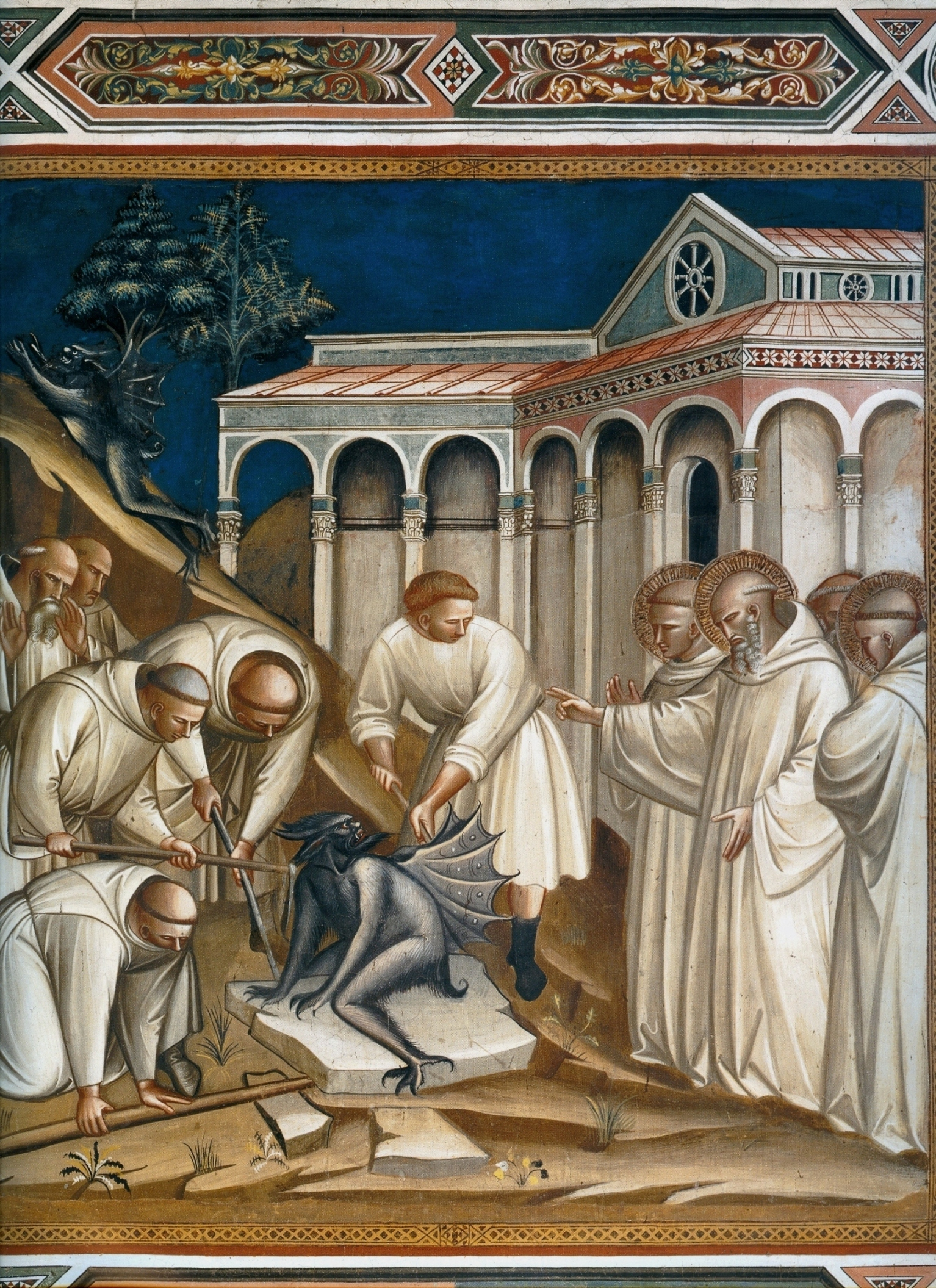
Escorcismo di una pietra resa insollevabile dal demonio

La Sagrestia di San Miniato al Monte è un ambiente della basilica omonima. 

## Storia
Nel testamento del 1387 di Benedetto degli Alberti, ricco fiorentino in esilio, venne lasciata una cospicua somma per la decorazione della sagrestia della basilica sul colle fiorentino. Si trattava di una struttura a base quadrata con volta a crociera, completata architettonicamente quello stesso anno. L'incarico venne affidato a uno dei più quotati artisti sulla piazza fiorentina, Spinello Aretino. Si tratta della più antica raffigurazione completa delle Storie di san Benedetto in Toscana, presa a modello da raffigurazioni successive come il ciclo del Chiostro degli Aranci e innumerevoli rappresentazioni su tavola. Gli affreschi, un tempo più lacunosi, vennero molto restaurati nel primo Ottocento.
Prima dell'attuale finestra a vetri colorati, costruita da Raffaello Payer tra il 1860 e 1961, vale la pena di ricordare la finestra gotica distrutta nel 1630. La piccola stanza con il lavabo, aggiunta in un secondo tempo, risale al 1470-1472. L'armadio in legno della fine del Trecento (1387 circa), è stato commissionato da messer Benedetto di Nerozzo degli Alberti, come si evince da un suo codicillo testamentario datato 11 luglio 1387, conservato all'Archivio di Stato di Firenze e consultabile anche online sul sito ufficiale dell'ente. Fu Ampliato nel 1472 per volere dell'Arte di Calimala che deteneva il patronato della chiesa, e venne restaurato con aggiunte neogotiche nel 1860 circa. 

## Descrizione e stile
Si accede alla sagrestia dalla navata sinistra del presbiterio rialzato. Dai quattro pilastri situati agli angoli partono costoloni che concorrono alla copertura a crociera. Gli affreschi con Storie di san Benedetto di Spinello Aretino, databili a dopo il 1387 occupano i registri mediano e superiore delle quattro pareti, oltre alle vele della volta.
Stilisticamente le Storie mostrano l'interesse ancora vivo nella Firenze del secondo Trecento per Giotto, con una chiarezza narrativa ordinata, una decorazione essenziale, figure plastiche, colori accesi e vibranti.
Le storie si leggono da sinistra verso destra, dall'alto al basso, a partire dalla parete di fronte all'ingresso.
1. Commiato di Benedetto dai genitori
2. Riparazione miracolosa di uno staio spezzato dalla nutrice
3. Benedetto riceve l'abito monacale a Subiaco e un diavolo che rompe la campanella con cui Benedetto chiedeva cibo dal suo romitorio
4. Cena pasquale con un monaco mandato da Dio ad alimentare Benedetto nel romitorio
5. San Benedetto vince la tentazione carnale buttandosi tra i rovi
6. Elezione di san Benedetto come abate a Vicovaro e distruzione del bicchiere con cui i frati tentavano di avvelenarlo
7. Partenza da Vicovaro
8. Incontro con Mauro e Placido
9. Fondazione di Montecassino e miracolo del frate risorto
10. Libreazione di un novizio dal demonio
11. San Benedetto fa sgorgare l'acqua e tornare a galla un ferro da lavoro disperso
12. Mauro, inviato da Benedetto, salva Placido dall'annegamento
13. Esorcismo di una pietra da costruzione resa impossibile da sollevare dal diavolo
14. San Benedetto riconosce uno scudiero che, inviato da Totila, si fingeva il re
15. San Benedetto rimprovera Totila
16. Morte del santo

Nella volta sono affrescati i quattro Evangelisti. 
L'affresco sul portale, con il Cristo in pietà, risale alla seconda metà del Quattrocento ed è attribuito a Giovanni di Piamonte. Sul bancone si trovano altre opere: due statue di terracotta con i santi Benedetto e Miniato, attribuiti a Benedetto Buglioni, un busto-reliquiario ligneo di San Miniato attribuito a Nanni di Bartolo, e una Madonna in terracotta attribuita a fra' Mattia della Robbia.

## Galleria di immagini

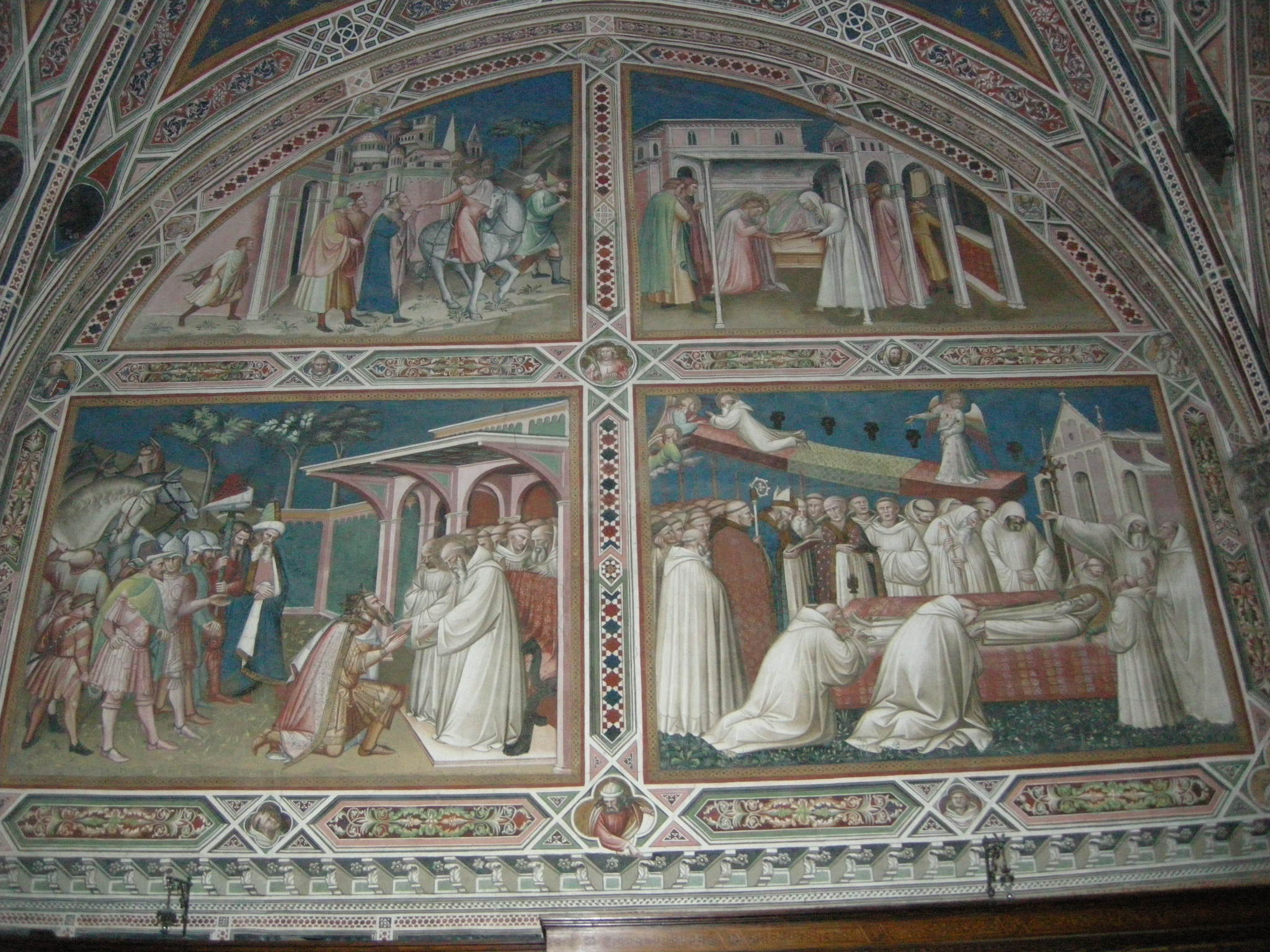
Scene 1-2 e 15-16
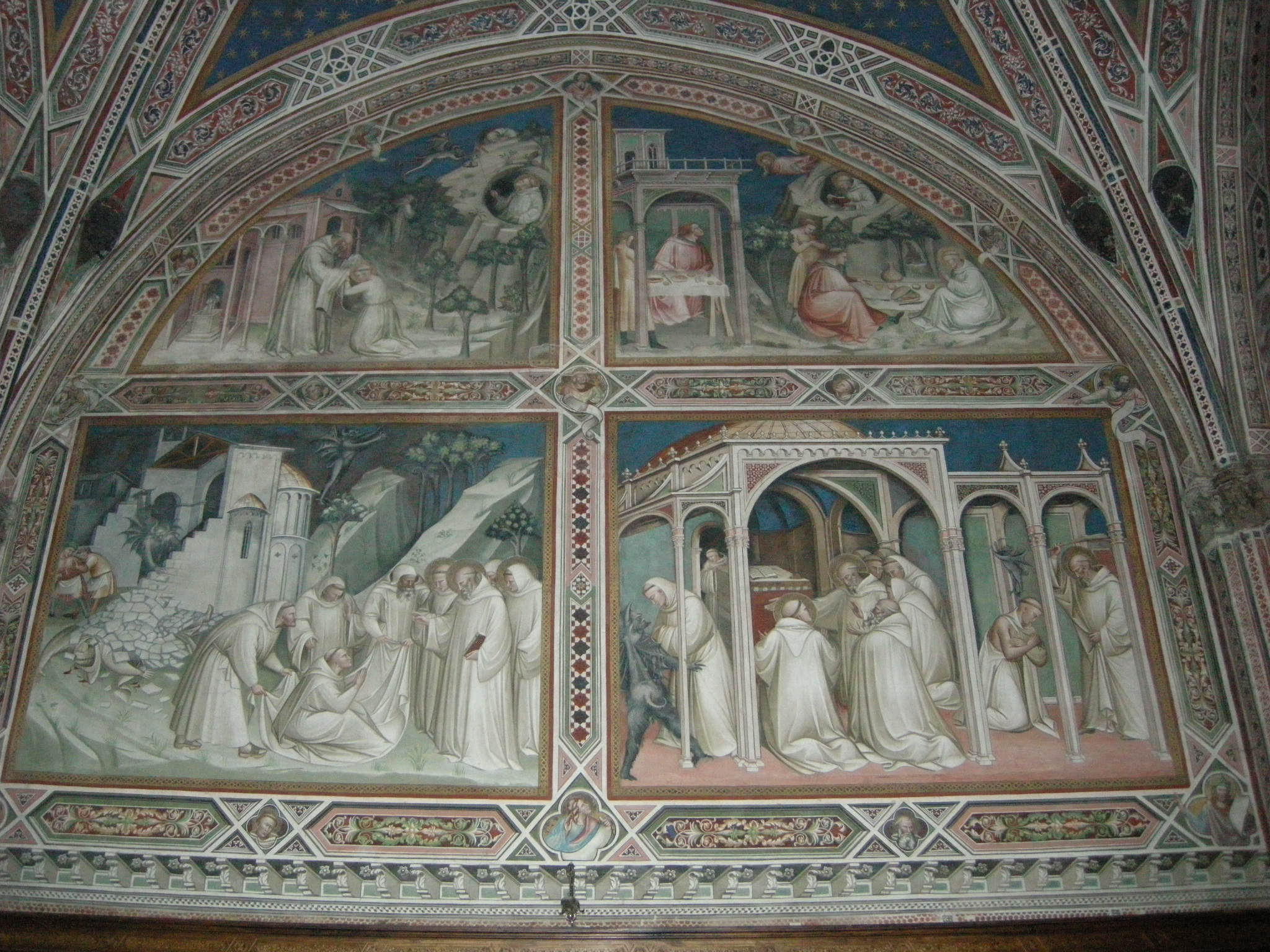
Scene 3-4 e 9-10
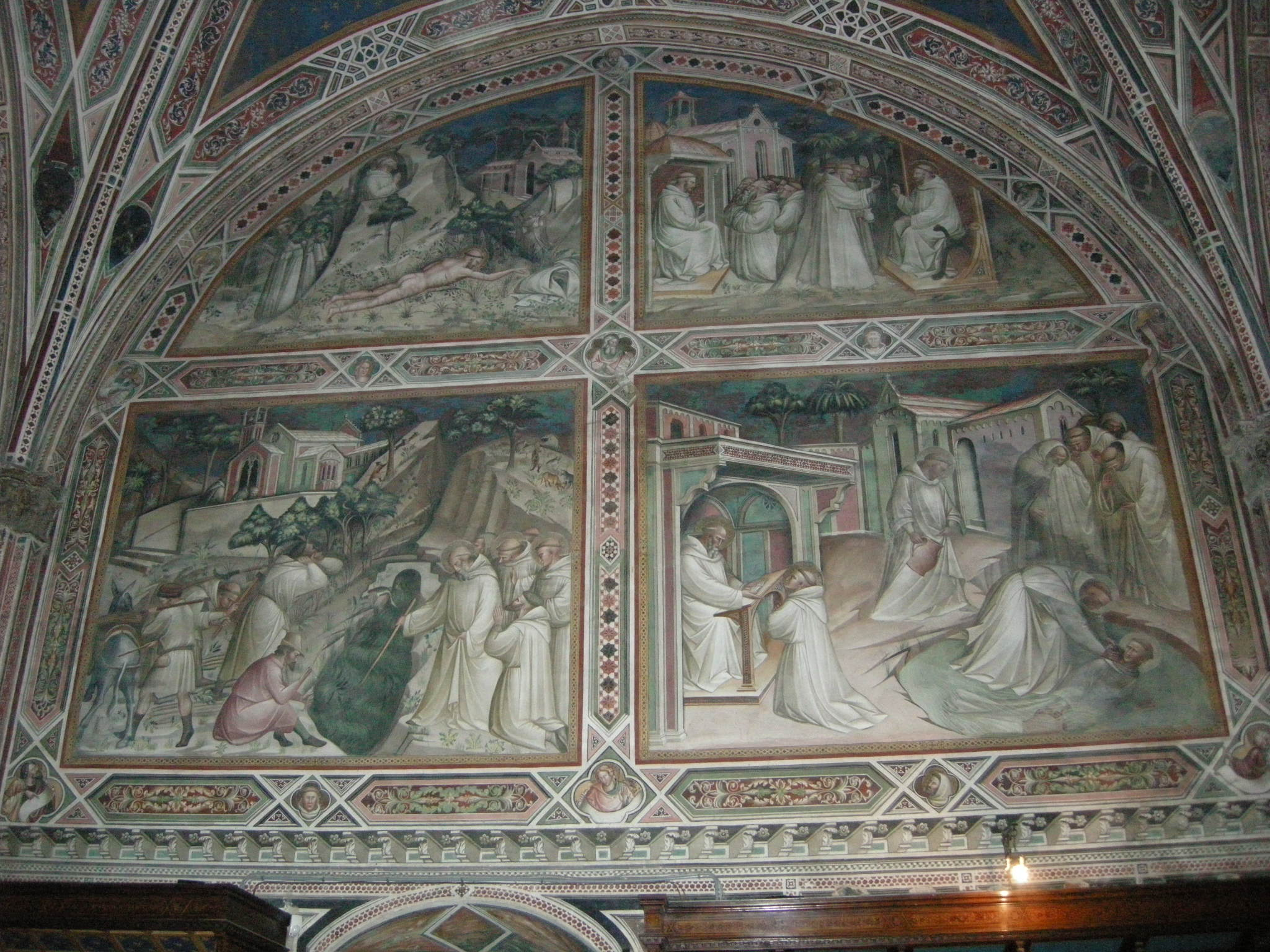
Scene 5-6 e 11-12
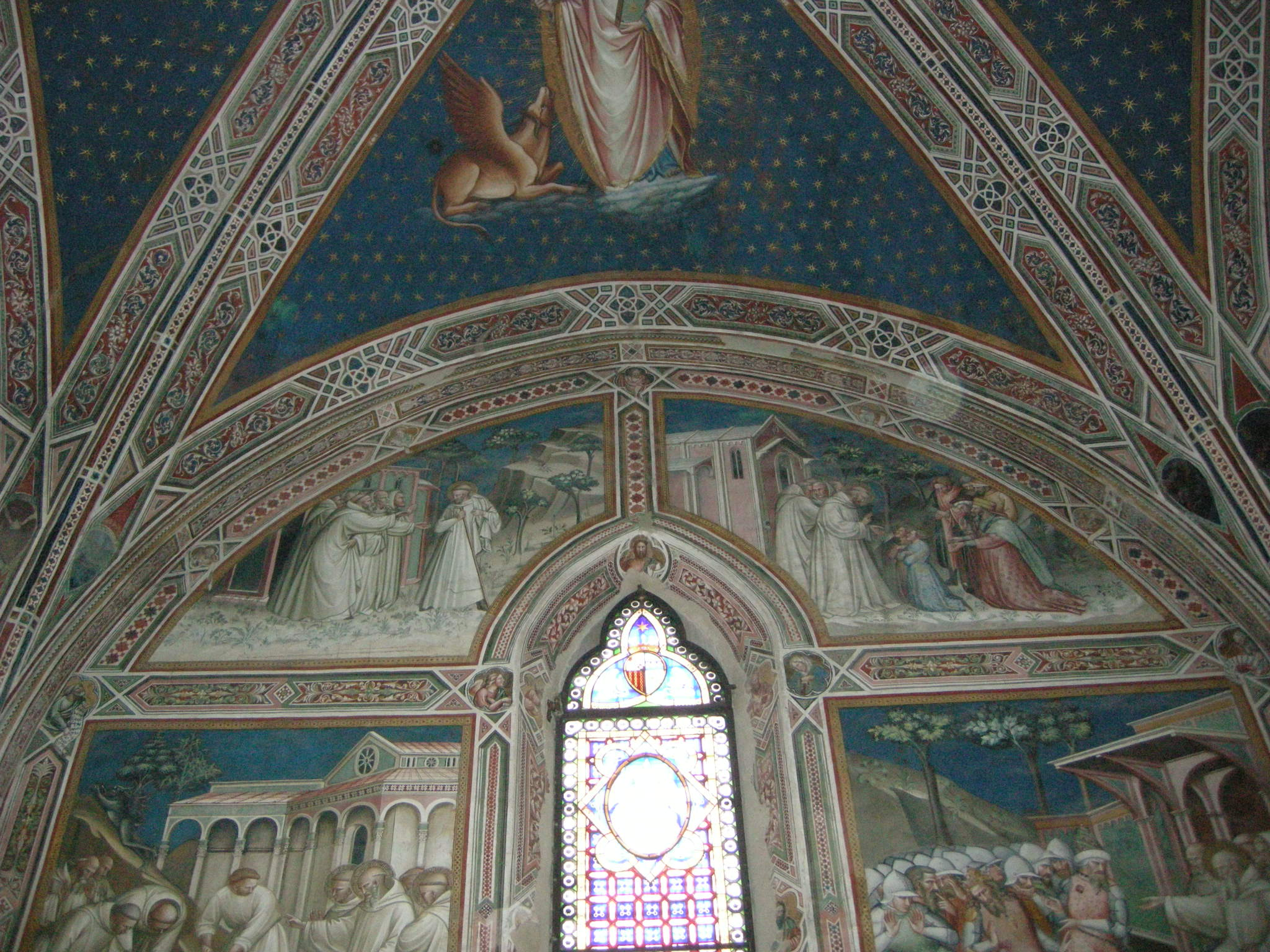
Scene 7-8
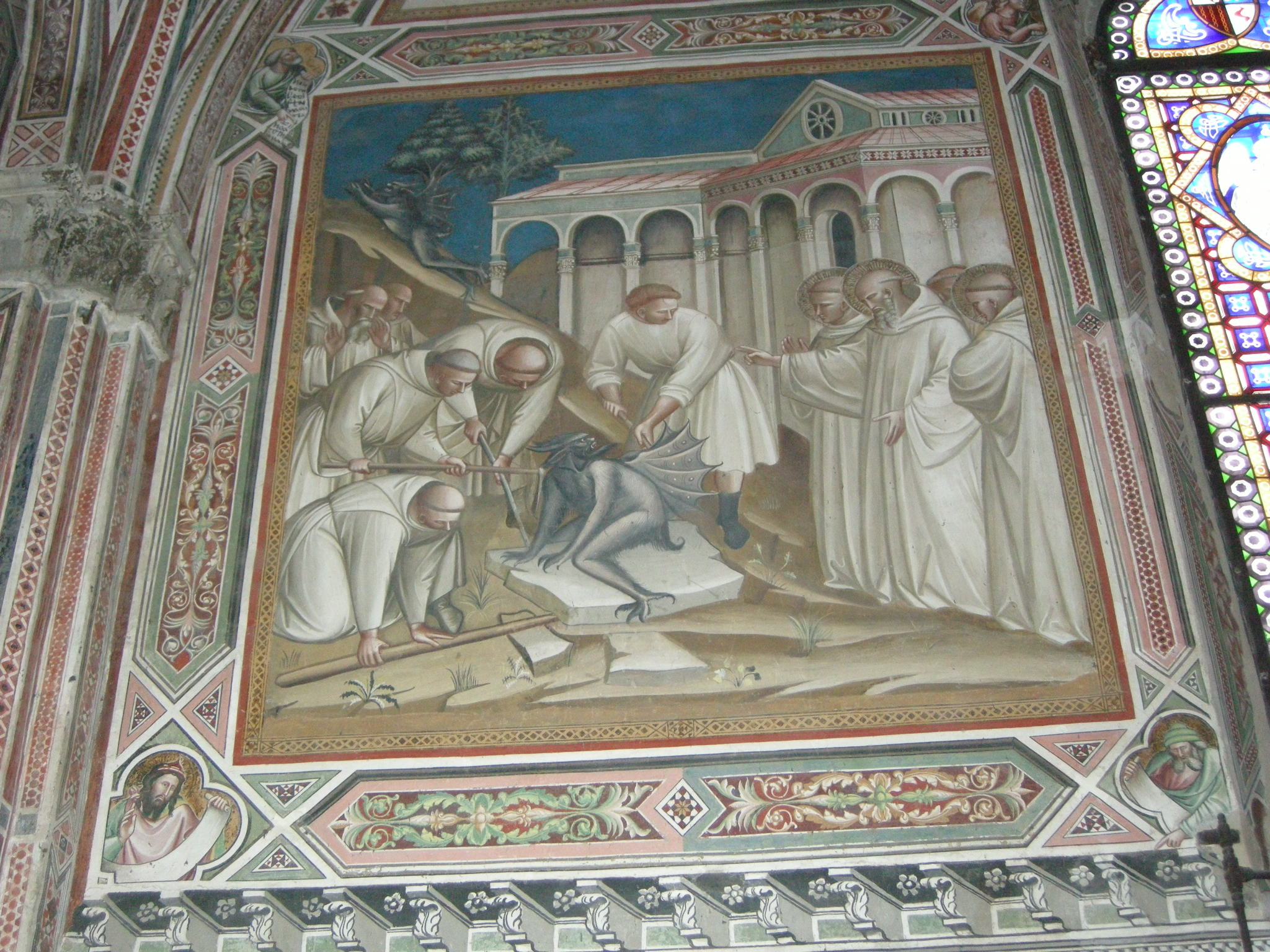
Scena 13
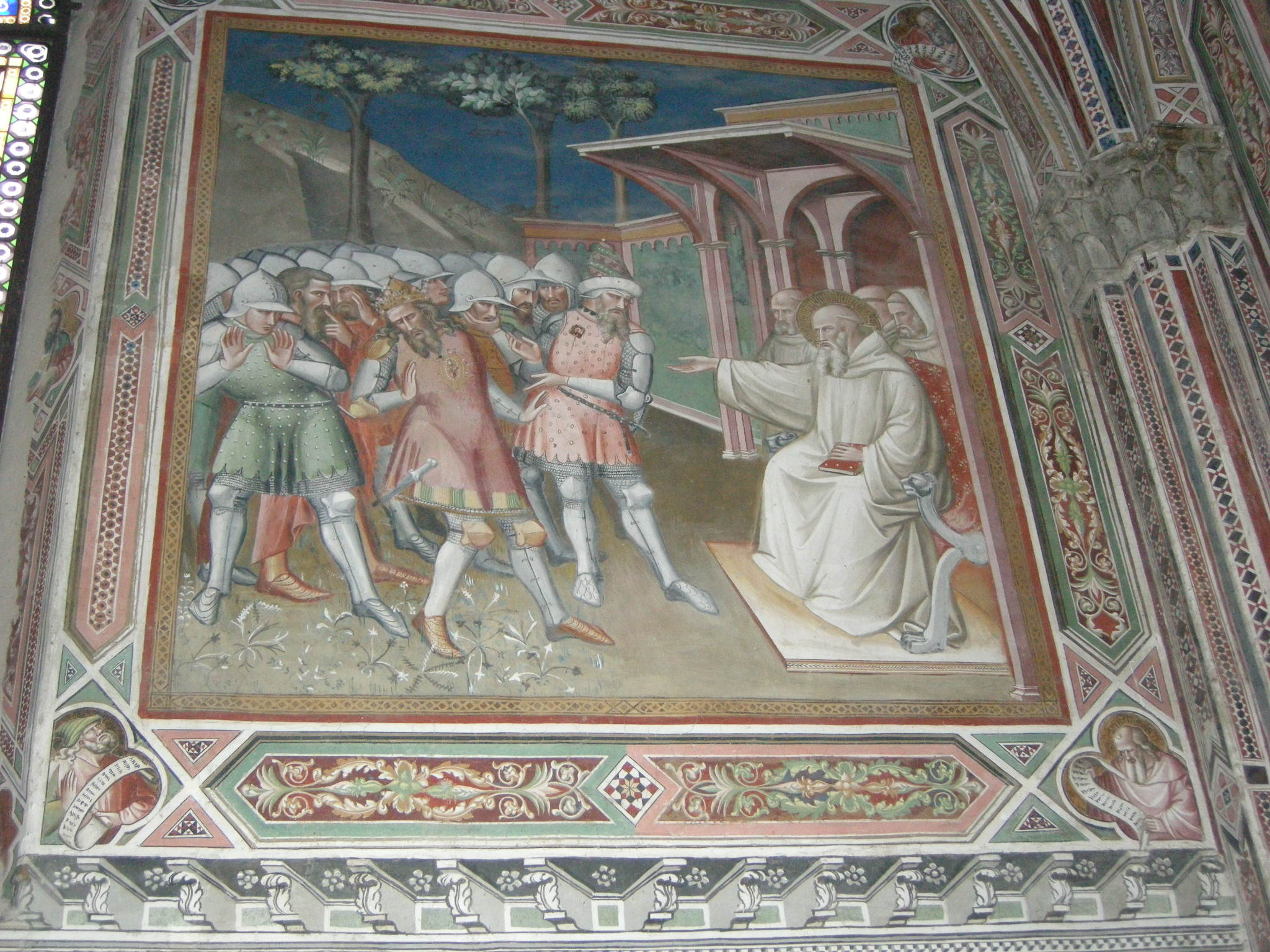
Scena 14
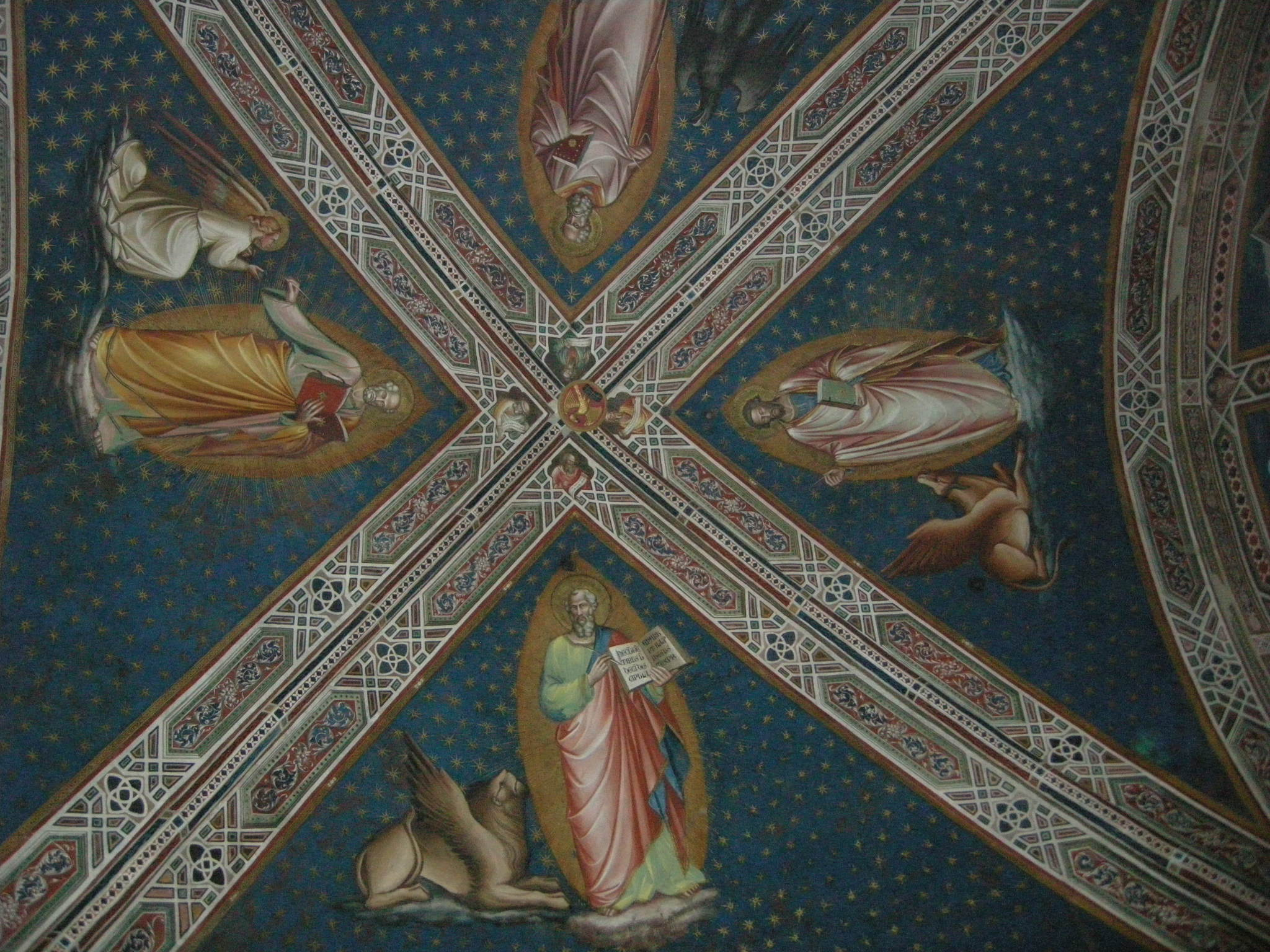
Volta